# Rybaki (powiat moniecki)
Rybaki – wieś w Polsce położona w województwie podlaskim, w powiecie monieckim, w gminie Mońki.
W latach 1975–1998 miejscowość należała administracyjnie do województwa białostockiego.
Wierni kościoła rzymskokatolickiego należą do parafii Matki Boskiej Anielskiej w Downarach.

## Historia
Według spisu ludności z 30 września 1921 Rybaki zamieszkiwało ogółem 137 osób z czego mężczyzn – 65, kobiet – 72. Budynków mieszkalnych było 22, a folwarku 39 osób (mężczyzn 18, kobiet 21).
We wsi znajduje się zabytkowy sklep i stary prl-owski bar "Drywutnia". Na kolonii znajduje się autoszrot.